# Keith Butler
Keith Butler (Anniston, 16 maggio 1956) è un ex giocatore di football americano e allenatore di football americano statunitense nella National Football League (NFL). Da giocatore passò tutta la carriera con i Seattle Seahawks.

## Carriera professionistica
Dopo una carriera da All-American all'Università di Memphis, Butler fu scelto nel corso del secondo giro (36º assoluto) del Draft NFL 1978. Rimase con loro per tutta la carriera da giocatore, disputando 146 e mettendo a segno 813 tackle, secondo risultato di tutti i tempi nella storia della franchigia. Dal 1990 iniziò la carriera di allenatore dei linebacker con i Memphis Tigers fino al 1997. In seguito occupò lo stesso ruolo con gli Arkansas State Red Wolves e i Cleveland Browns. Dal 2003 fa parte dello staff di allenatore dei Pittsburgh Steelers con cui ha vinto due Super Bowl, giocando un ruolo importante nello sviluppo di linebacker convocati per il Pro Bowl come Joey Porter, James Farrior, Lawrence Timmons, LaMarr Woodley, e James Harrison. Quest'ultimo in particolare, sotto la tutela di Butler, passò da free agent non scelto nel draft a venire premiato come miglior difensore dell'anno della NFL. Nel 2015, dopo l'addio di Dick LeBeau, Keith fu promosso nel ruolo di coordinatore difensivo, ruolo che mantenne fino al 2021.

## Palmarès

### Giocatore
- 50 migliori giocatori del 50º anniversario dei Seahawks

### Allenatore
- Super Bowl : 2

Pittsburgh Steelers: XL, XLIII
- American Football Conference Championship: 3

Pittsburgh Steelers: 2005, 2008, 2011